# Henry Somerset, II conte di Worcester
Henry Somerset, II conte di Worcester (1496 – 26 novembre 1549), è stato un nobile inglese.

## Biografia
Era il figlio di Charles Somerset, I conte di Worcester, e di sua moglie Elizabeth Herbert, III baronessa Herbert. Alla morte del padre, il 15 aprile 1526, gli succedette nella contea di Worcester. Dalla madre, ereditò il titolo di barone Herbert.

## Matrimonio
Sposò il 15 giugno 1514 Lady Margaret Courtenay, figlia di William Courtenay, I conte di Devon, e di Caterina di York, figlia di Edoardo IV, re d'Inghilterra. Margaret morì il 15 aprile 1526. La coppia non ebbe figli.
Nel 1527 sposò Elizabeth Browne, figlia di Anthony Browne e di Lucy, figlia di John Neville, I marchese di Montagu. La coppia ebbe sette figli:
- William Somerset, III conte di Worcester (1526 - 21 febbraio 1589);
- Lady Lucy Somerset (1524 - 23 febbraio 1583), sposò John Neville, IV barone Latimer;
- Frances Somerset;
- Thomas Somerset (1530 - 27 maggio 1587);
- Lady Eleanor Somerset, sposò in prime nozze Sir Roger Vaughan e in seconde nozze Henry Johns;
- Lady Anne Somerset (1538 - 1591/1596), sposò Thomas Percy, VII conte di Northumberland;
- Lady Joan o "Jane" Somerset sposò Sir Edward Mansel.